# Axel Tüting
Axel Tüting (* 5. August 1957 in Hannover), gelegentlich verwendetes Pseudonym Diogenes, ist ein deutscher Kabarettist, Pantomime, Schauspieler und Autor, der sich mit der Thematik BDSM auseinandersetzt. 

## Leben
Von 1981 bis Mitte der 1990er-Jahre arbeitete Tüting als freischaffender Künstler und Pantomime, unter anderem erlernte er die Pantomime bei Samy Molcho. In dieser Zeit trat er beispielsweise bei den Theatertagen Hannover (1982) und den Kulturtage Wiesbaden (1986) auf, war Mitorganisator der „Künstler für den Frieden“ in Hannover (1985/1986) und übernahm eine Hauptrolle in der Rock-Revue Tage, die wie Wunden brennen von Klaus-Peter Wolf. 1989 folgte eine Tournee durch die DDR.
1997 trat er in Kontakt mit der heute nicht mehr existierenden BDSM-Organisation „SM begegnet Hannover“ (SMbH) und gründete den Arbeitskreis „SM und Kultur“. Bis 1999 trat er als SM-Pantomime in Hannover auf und veröffentlicht unter seinem Pseudonym Diogenes erste Satiren in der Kulturzeitung PriSMa, für die er auch verantwortlich gezeichnet hat.
Im Oktober 2000 trat er als erster im Genre BDSM als Theaterkabarettist mit dem Programm Das tut weh auf. Es folgten Auftritte im deutschsprachigen Raum, z. B. bei SMart Rhein-Ruhr und Libertine Wien, eine Österreich-Tournee und gemeinsame Veranstaltungen mit anderen Szene-Künstlern wie Leander Sukov. Sein zweites Programm Niveau?-Los! hatte am 1. April 2005 Premiere, wurde aber bereits nach zwei Auftritten vom Spielplan genommen. Es taucht nur noch in Auszügen im aktuellen Programm auf.
2003 erschien sein Buch Satyre. 2004 trat er in dem Dokumentarfilm Wir leben … SM! von Gerhard Stahl auf, mit dem er 2005 gemeinsam das DVD-Magazin Tabubruch? veröffentlichte. 2007 wurde Tütings erste Satireshow Radiophobie im BDSM-Radio Schlag-Fertig ausgestrahlt.
Tüting lebt heute in Bruchsal und arbeitet neben seiner künstlerischen Tätigkeit auch als Informatiker und Entwickler. Am 4. Juli 2008 hatte sein neues Programm Der perfekte Sklave Premiere.

## Werke
- Satyre. Erzählungen, Gedichte, Satiren, Theaterszenen. Lustraum, Hannover 2003, ISBN 3-937412-00-X.